# گوست وایر: توکیو
گوست وایر: توکیو یک بازی ویدئویی در سبک اکشن-ماجراجویی است، که توسط تانگو گیم‌ورکس توسعه یافته و به‌وسیلهٔ بتزدا سافت‌ورکز در ۲۵ مارس ۲۰۲۲ برای پلی‌استیشن ۵ و مایکروسافت ویندوز منتشر شده‌است.

## گیم پلی
گوست وایر: توکیو یک بازی ویدیویی اکشن-ماجراجویی است که دارای روایت اول‌شخص می‌باشد. بازیکن می‌تواند از توانایی‌های مختلف فیزیکی و ماوراءالطبیعی برای شکست اشباح و ارواحی که سعی دارند شهر توکیو را خالی از سکنه کنند استفاده کند.

## داستان
تقریباً تمام شهروندان توکیو به طرز مرموزی ناپدید شده‌اند و ارواح دنیای دیگر (معروف به بازدید کنندگان) به این شهر حمله کرده‌اند. هنگامی که این بازیکن با ارواح شهر مبارزه می‌کند، با گروهی روبرو می‌شود که ماسک‌هایی پوشیده‌اند که ممکن است از رمز و راز و حوادث عجیب در توکیو پرده برداری کند.